# ザ・ナイフ・フィールズ・ライク・ジャスティス
『ザ・ナイフ・フィールズ・ライク・ジャスティス』 (THE KNIFE FEELS LIKE JUSTICE) は、1986年に発表されたブライアン・セッツァーのアルバム。

## 解説
ストレイ・キャッツを解散したブライアン・セッツァーによる初のソロ・アルバム。ジョン・クーガー・メレンキャンプやトム・ペティ&ザ・ハートブレイカーズのバンドメンバー達が参加し、それまでのロカビリーから音楽性を大きく広げ、アメリカン・ロック色の強い作品となった。

## 収録曲
特筆のないものはブライアン・セッツァー単独作品。
1. 刃のジャスティス - The Knife Feels Like Justice
2. ハーンティド・リバー - Haunted River
3. ブールヴァード・オブ・ブロークン・ドリームス - Boulevard of Broken Dreams
4. ボビーズ・バック - Bobby's Back
5. ラジエーション・ランチ - Radiation Ranch
6. チェインズ・アラウンド・ユア・ハート - Chains Around Your Heart
7. マリア - Maria (Setzer, Steven Van Zandt)
8. スリー・ガイズ - Three Guys
9. アズテック - Aztec (Setzer, Mike Campbell)
10. ブレス・オブ・ライフ - Breath of Life (Setzer, Tommy Byrnes)
11. バーブワイア・フェンス - Barbwire Fence